# Ацидотест

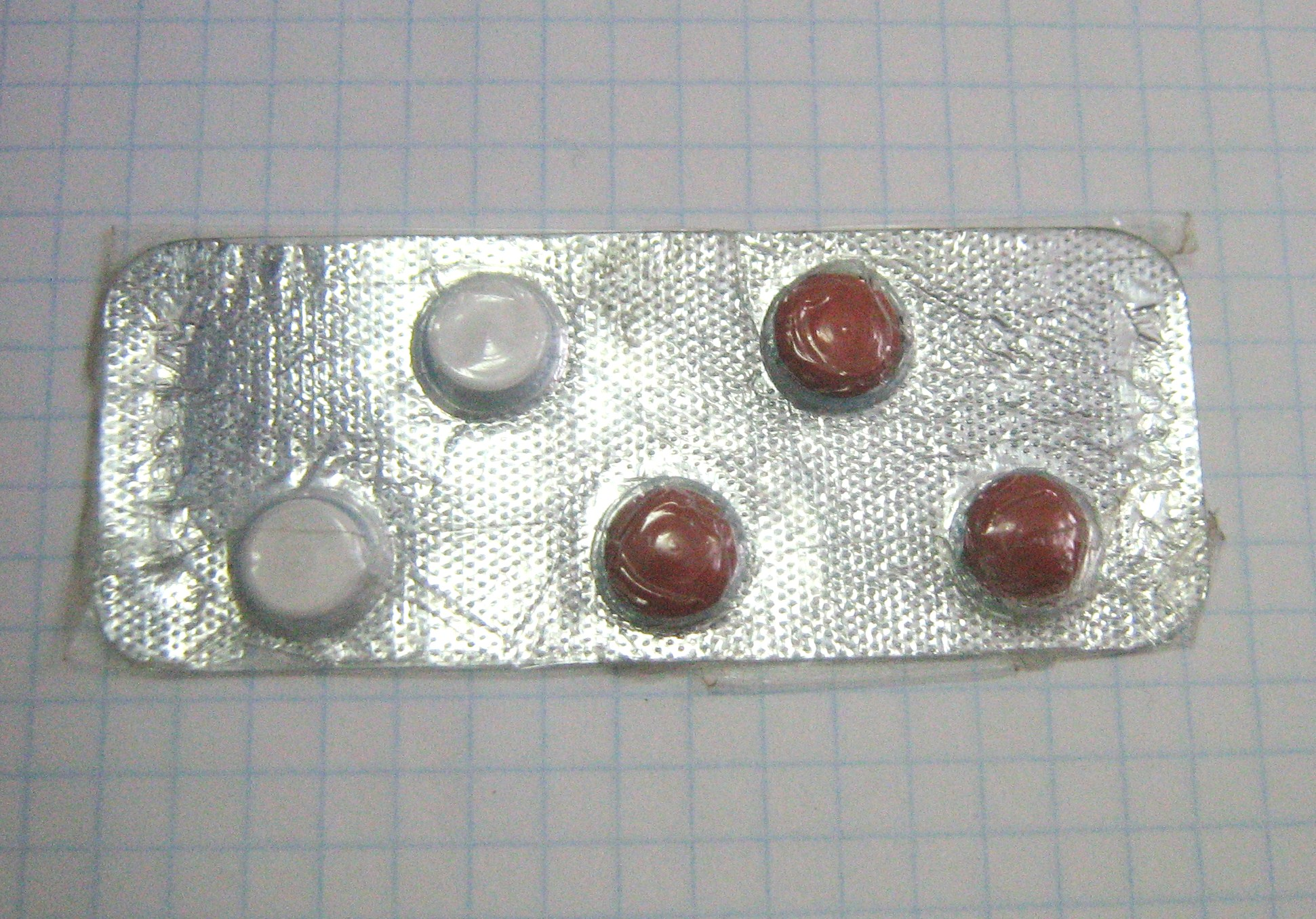
Комплект для проведения ацидотеста (3 драже и 2 таблетки)

Ацидоте́ст (лат. acidum — кислота + англ. test — испытание, исследование) — один из методов беззондового исследования кислотности желудочного сока, основанный на обнаружении в моче красителя, образующегося в желудке при взаимодействии ионообменной смолы со свободной соляной кислотой. Регистрация препарата в России отменена в 1990-х годах.
Беззондовые методы исследования желудочного сока используют при наличии противопоказаний к зондированию желудка: аневризма аорты, инфаркт миокарда, гипертоническая болезнь, варикозное расширение вен пищевода, бронхиальная астма, атеросклероз, стенокардия, сердечная декомпенсация, отказ больного от процедуры, ожоги и сужения пищевода и др
Ацидотест даёт лишь ориентировочное представление о кислотности желудка и в настоящее время применяется редко, так как не обладает достаточной чувствительностью и даёт погрешности в результатах.

## Инструкция
Для проведения ацидотеста используют комплект, состоящий из 3 драже по 0,05 г 2,4-диамино-4'-этокси-азобензола и 2 таблеток по 0,2 г кофеина бензоата натрия.
Исследование проводят в утренние часы, натощак. В начале исследуемый опорожняет мочевой пузырь, причём эта порция мочи для исследования не берётся. Сразу после этого принимает 2 таблетки кофеина бензоата натрия. Через час вновь опоржняет мочевой пузырь, эта порция собирается в бутылку с надписью «контрольная моча». После второго опорожнения мочевого пузыря исследуемый принимает 3 драже с 2,4-диамино-4'-этокси-азобензолом. Спустя ещё 1,5 часа исследуемый вновь опорожняет мочевой пузырь, эта порция собирается в бутылку с надписью «полуторачасовая моча».

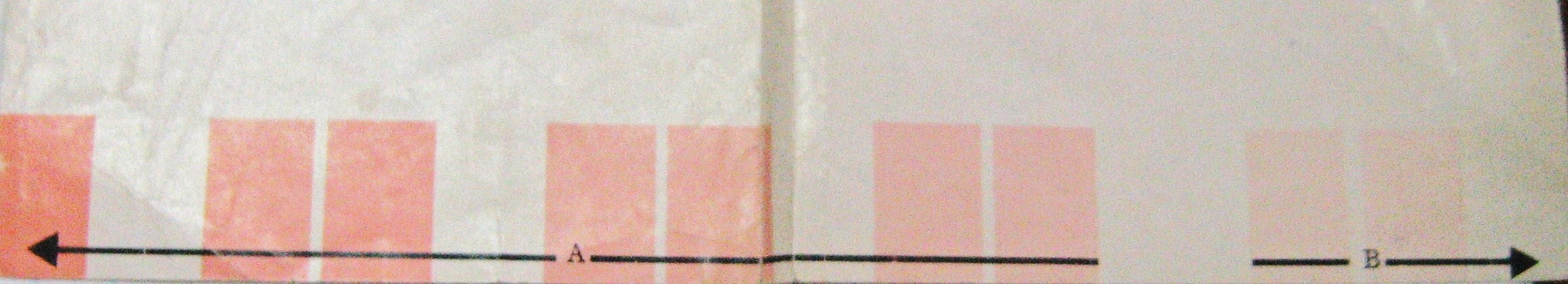
Цветовая шкала для оценки результатов ацидотеста: А — свободная соляная кислота, В — свободной соляной кислоты нет

Контрольная и полуторачасовая моча разбавляются водой до 200 мл и подкисляется хлористоводородной кислотой. Разбавленную мочу переливают в пробирки по 5 мл. Далее оценивают цвет мочи в каждой пробирке:
- в тех пробирках, куда была перелита контрольная порция, цвет мочи обычный;
- в пробирках с полуторачасовой порцией, моча имеет алое окрашивание. Диагностическое значение имеет интенсивность этого алого окрашивания, его определяют сравнивая цвет мочи со специальной цветовой шкалой, прилагаемой к комплекту.

## Принцип методики

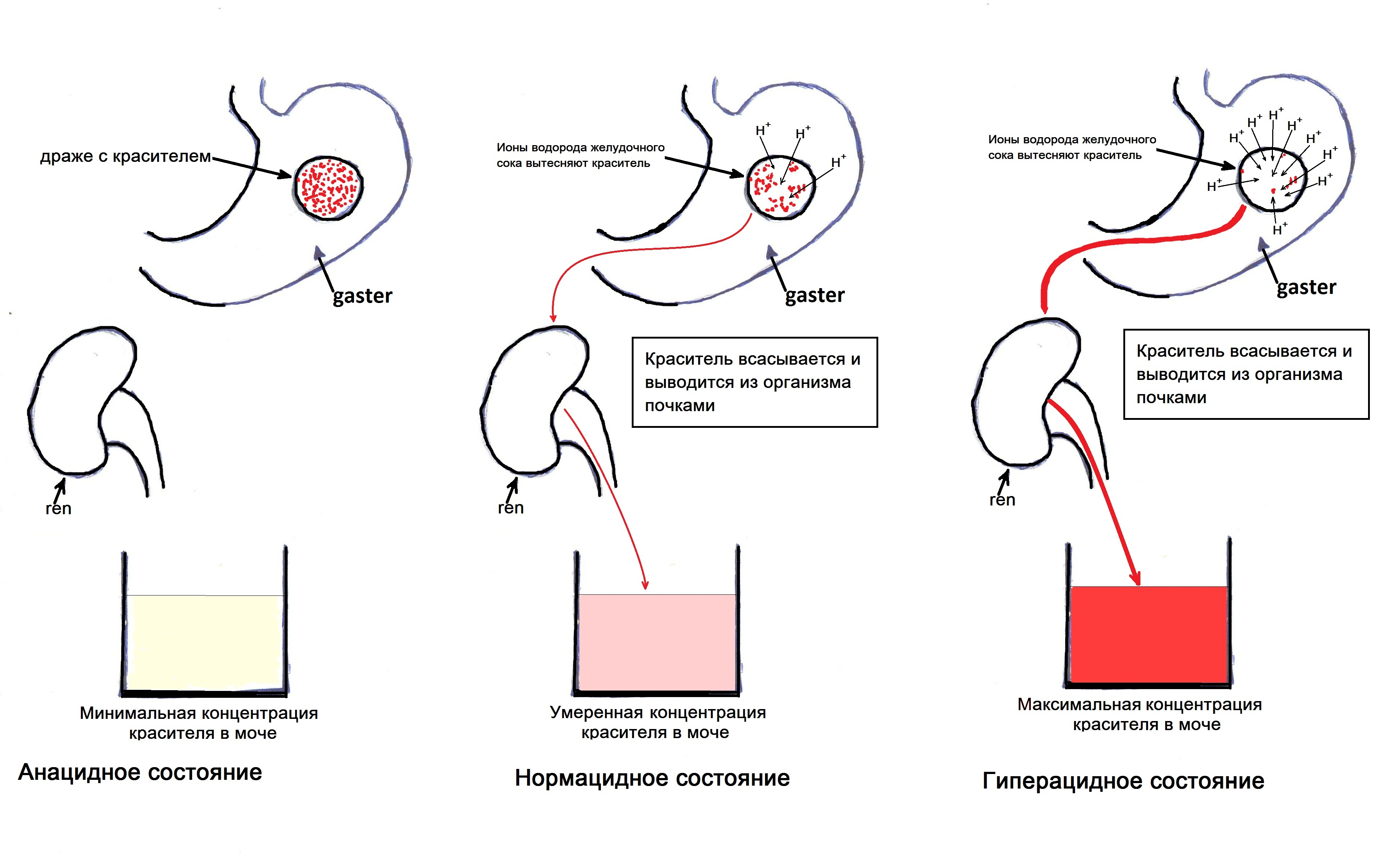
Схема проведения ацидотеста

Кофеин бензоат натрия используется в качестве стимулятора секреции желудочного сока.
Драже содержат ионообменные смолы, насыщенные 2,4-диамино-4'-этокси-азобензолом. Последний представляет собой краситель, который вступает в относительно прочную связь с ионообменными смолами (однако в кислой среде желудка краситель вытесняется ионами водорода).
Принцип методики заключается в том, что краситель которым насыщены ионообменные смолы, вытесняется ионами водорода в кислой среде желудка. Далее краситель всасывается в толстой кишке и выделяется с мочой. Соответственно, интенсивность окрашивания мочи позволяет ориентировочно судить о кислотности желудочного сока:
- анацидное состояние — ионы водорода в желудочном соке почти отсутствуют, соответственно краситель практически не вытесняется из ионообменных смол. Количество всосавшегося и выделившегося с мочой красителя незначительно. Цвет мочи соответствует разделению «В» на цветовой шкале;
- гиперацидное состояние — ситуация противоположна: избыток ионов водорода практически вытесняют весь краситель из драже, чрезмерно всасывание и выведение красителя ведёт к интенсивному окрашиванию мочи;
- нормацидное состояние — состояние, расположенное посередине между двумя вышеописанными выше крайними случаями[7].

## Производитель
Завод фармацевтических и химических продуктов ХИНОИН (Будапешт, Венгрия).